# بوب وليامز (مدرب كرة سلة)
بوب وليامز (بالإنجليزية: Bob Williams)‏ هو مدرب كرة سلة أمريكي، ولد في 13 يوليو 1953 في ووودلاند في الولايات المتحدة.